# Огюст Делон (стадіон)
Стадіон «Огюст Делон» (фр. Stade Ange Casanova) — футбольний стадіон у Реймсі, Франція, домашня арена ФК «Реймс».

## Історія
Стадіон побудований протягом 1934—1935 років та відкритий 2 червня 1935 року президентом Франції Альбером Лебреном. 
Стадіон приймав матчі в рамках Чемпіонату світу з футболу 1938 року.
Місткість на час відкриття становила 18 000 глядачів, що робило його одним із найбільших стадіонів у країні. Однак у ході реконструкції 1955 року місткість знижено до 9 500 сидячих місць. Основним інвестором будівництва стадіону був ФК «Реймс», який з часу його відкриття приймає тут домашні матчі. Окрім футбольних матчів протягом 1950—1970-х років тут проводилися велосипедні перегони та змагання зі спідвею. Протягом 2004—2008 років здійснено капітальну реконструкцію арени, у ході якої перебудували всі трибунні конструкції та споруди і модернізовано всю інфраструктуру. Місткість збільшено до 21 684 глядачів. У 2016 році місткість зменшено до 21 127 глядачів. Стадіон відповідає вимогам Ліги 1 та УЄФА.
Стадіон приймав жіночий чемпіонат світу 2019 року.

## Назва
Арена відкрита під назвою «Стад Муніципаль», яку мала протягом 1935—1945 років. Після Другої світової війни, у 1945 році, стадіону присвоєно ім'я відомого французького спортивного функціонера та політика Огюста Делона.